# زایتن‌اشتاتن
زایتن‌اشتاتن (به آلمانی: Seitenstetten) یک منطقهٔ مسکونی در اتریش است که در بخش امستیتن واقع شده‌است. زایتن‌اشتاتن ۳٬۱۷۲ نفر جمعیت دارد.